# Браш-Крік Тауншип (округ Фултон, Пенсільванія)
Браш-Крік Тауншип (англ. Brush Creek Township) — селище (англ. township) в США, в окрузі Фултон штату Пенсільванія. Населення — 732 особи (2020).

## Демографія
Згідно з переписом 2010 року, у селищі мешкало 819 осіб у 335 домогосподарствах у складі 224 родин. Було 457 помешкань
Расовий склад населення:
| - 94,9 % — білих - 3,2 % — чорних або афроамериканців - 0,2 % — корінних американців |

До двох чи більше рас належало 1,7 %. Частка іспаномовних становила 1,8 % від усіх жителів.
За віковим діапазоном населення розподілялося таким чином: 20,9 % — особи молодші 18 років, 57,5 % — особи у віці 18—64 років, 21,6 % — особи у віці 65 років та старші. Медіана віку мешканця становила 44,9 року. На 100 осіб жіночої статі у селищі припадало 93,6 чоловіків;  на 100 жінок у віці від 18 років та старших — 97,0 чоловіків також старших 18 років.
Середній дохід на одне домашнє господарство  становив 54 377 доларів США (медіана — 48 125), а середній дохід на одну сім'ю — 60 437 доларів (медіана — 55 833). Медіана доходів становила 44 474 долари для чоловіків та 24 766 доларів для жінок. За межею бідності перебувало 16,0 % осіб, у тому числі 24,5 % дітей у віці до 18 років та 17,4 % осіб у віці 65 років та старших.
Цивільне працевлаштоване населення становило 343 особи. Основні галузі зайнятості: роздрібна торгівля — 18,4 %, мистецтво, розваги та відпочинок — 15,7 %, освіта, охорона здоров'я та соціальна допомога — 14,9 %.